# جويل بست
جويل بست (بالإنجليزية: Joel Best)‏ هو كاتب أمريكي، ولد في 21 أغسطس 1946 في لنكن في الولايات المتحدة.